# San Juan de Opoa
San Juan de Opoa es un municipio del departamento de Copán en la República de Honduras.

## Toponimia
OPOA: Es una palabra de derivación indígena, los tres elementos que la componen son: o, de otli, camino. pol, desinencia para formar aumentativos; y hua, de huacan, partícula posesiva e indicativa de lugar.
El nombre completo es Opolhuacan, que significa “Lugar que tiene grandes caminos” el gentilicio de este es Opolhua, que se ha contraído en nuestro castellano para escucharse y escribirse: Opoa.

## Límites
La cabecera del municipio está sobre la margen izquierda del Río Pajapas o Río Higuito.
| Orientación | Límite                                  |
| ----------- | --------------------------------------- |
| Norte       | Municipio de Santa Rosa de Copán, Copán |
| Sur         | Municipio de Santa Rosa de Copán, Copán |
| Este        | Municipio de Lepaera, Lempira           |
| Oeste       | Municipio de Santa Rosa de Copán, Copán |

## Historia
En 1536, don Gonzalo de Alvarado funda el pueblo aborigen de OPOA, de acuerdo con el historiador doctor Federico Lunardi en sus investigaciones históricas sobre Honduras, seguidamente, Gonzalo de Alvarado fundó los lugares de Mongual y Chululan (actualmente Municipio de Las Flores) por orden del adelantado don Francisco de Montejo.
En 1791, en el recuento de población de figuraba como Pueblo de Opoa del Curato de Quezailica.
En 1904 (14 de diciembre) los vecinos de la Aldea de San Juan de Opoa de la jurisdicción de Santa Rosa, piden la creación de un nuevo municipio.

## División Política
Aldeas: 15 (2013)
Caseríos: 66 (2013)
| Código | Aldea                                     |
| ------ | ----------------------------------------- |
| 041801 | San Juan de Opoa (cabecera del municipio) |
| 041802 | La Colatina                               |
| 041803 | El Contamal                               |
| 041804 | El Coyolar                                |
| 041805 | El Limón                                  |
| 041806 | El Pinal                                  |
| 041807 | El Portillo                               |
| 041808 | La Cebratana                              |
| 041809 | La Laguna Negra                           |
| 041810 | La Majada                                 |
| 041811 | Las Sandías                               |
| 041812 | Los Linderos                              |
| 041813 | Los Pozos                                 |
| 041814 | Santa Elena                               |
| 041815 | Torihuaque                                |
|        | Valle Maria Auxiliadora (La Majada)       |